# I. e. 6
Évszázadok: i. e. 2. század – i. e. 1. század – 1. század
Évtizedek: i. e. 50-es évek – i. e. 40-es évek – i. e. 30-as évek – i. e. 20-as évek – i. e. 10-es évek – i. e. 1-es évek – 1-es évek – 10-es évek – 20-as évek – 30-as évek – 40-es évek
Évek: i. e. 11 – i. e. 10 – i. e. 9 – i. e. 8 –  i. e. 7 – i. e. 6 – i. e. 5 – i. e. 4 – i. e. 3 – i. e. 2 – i. e. 1

## Események

### Római Birodalom
- Decimus Laelius Balbust és Caius Antistius Vetust választják consulnak.
- Augustus császár úgy véli, hogy a Maroboduus által vezetett markomann királyság túl nagy veszélyt jelent és ellenük küldi Tiberiust. Tiberius délkeletről, míg Caius Sentius Saturninus nyugatról támadja meg a markomannokat és döntő vereséget mérnek rájuk, de Tiberiust visszahívják a Rajnához a germán betörések miatt.
- Augustus kinevezi Tiberiust az egész Kelet kormányzójának. Tiberius azonban váratlanul (talán a császár unokájával kötött rossz házassága miatt) bejelenti, hogy visszavonul a politikától és Rodoszra költözik.
- Meghal III. Tigranész, az örmény klienskirályság uralkodója. Utóda fia, a Róma-ellenes IV. Tigranész, aki féltestvérét Eratót veszi feleségül.
- Augustus görényeket telepít a Baleári-szigetekre a túlszaporodott nyulak féken tartására.

## Halálozások
- III. Tigranész, örmény király
- Liu Hsziang, kínai filológus, történész

## Fordítás
- Ez a szócikk részben vagy egészben  a(z)   6 BC című angol Wikipédia-szócikk ezen változatának fordításán alapul.  Az eredeti cikk szerkesztőit annak laptörténete sorolja fel. Ez a jelzés csupán a megfogalmazás eredetét és a szerzői jogokat jelzi, nem szolgál a cikkben szereplő információk forrásmegjelöléseként.